# Fall of Serenity
Fall of Serenity ist eine deutsche Melodic-Death-Metal-Band aus Thüringen und Sachsen.

## Geschichte
Fall of Serenity gehen 1998 im thüringischen Schleiz aus der Band Contrition hervor. Zur Band zählten damals neben Sänger Lars, die beiden Gitarristen Alex Fischer und Eddy Langner, Basser Andreas Ferge und Drummer Uli Walther. Der erste Auftritt erfolgte im Oktober 1999 als Opener der US-Metalcore-Band Integrity in Schleiz.
Gegen Jahresende 1998 wurden bereits erste Stücke im Studio Rape of Harmonies in Triptis aufgenommen, die jedoch nicht sofort zur Veröffentlichung kamen.

### Split-Album und EP (1999–2000)
Im Sommer 1999 nahm Fall of Serenity eine Split-LP mit Heaven Shall Burn auf. Auf dieser Platte coverte die Band das Heaven-Shall-Burn-Stück Partisan, das später auch von Caliban auf der Split-CD The Split Program interpretiert wurde.
Im Januar 2000 veröffentlichte das Schweizer Label x83x Records schließlich die ersten, im Jahr 1998 entstandenen Aufnahmen, als EP. Unter dem Titel Smoldering Doom wurde eine 12"-Schallplatte herausgegeben und im Juli 2001 erschien die EP auf CD bei dem britischen Label Abstraction Communications. Ende 2000 wurde ein Demo mit vier Stücken aufgenommen, das Voice of Life Records überzeugte und zu einem Plattenvertrag führte.

### Die ersten Alben (2001–2007)
Im Jahr 2001 erschien das erste Studioalbum Grey Man’s Requiem bei Voice of Life Records. Im gleichen Jahr ging die Band erst mit Beyond The Sixth Seal in Deutschland und später mit Buried God in Tschechien auf Tour.
2004 erschien das zweite Studioalbum Royal Killing bei Metal Age Productions und in den Vereinigten Staaten über den Vertrieb von Century Media. Später spielte die Band eine Tournee mit Dismember und Anata.
Das dritte Studioalbum Bloodred Salvation wurde von Jacob Hansen in den Hansen Studios gemischt und gemastert und schließlich im Mai 2006 von Lifeforce Records veröffentlicht. Fall of Serenity tourte hierbei mit Hate Eternal und By Night durch Europa. 2007 fand noch eine Deutschlandtournee mit Callejon statt.
Im November 2007 erschien das vierte Studioalbum The Crossfire bei Lifeforce Records, das erneut im Rape-of-Harmonies-Studio aufgenommen und von Dan Swanö sowohl gemischt als auch gemastert wurde. Im Februar 2008 wurde eine Europa-Tournee mit Dismember und Hatesphere gespielt. Daraufhin erreichte The Crossfire im September 2008 den 29. Platz in den Deutschen Metal-Rock-Charts.

### Festival-Auftritte (2006–2008)
Fall of Serenity spielte u. a. auf dem
ersten Vainstream Rockfest (2006), auf dem Party.San Metal Open Air (2006), auf dem Summer Breeze Open Air (2007), auf dem With Full Force (2008) und auf dem österreichischen Summer Nights Festival 2008.

### Trennung und Wiedervereinigung (2009–2012)
Nachdem die bereits geplante Ost-Europa-Tour im Winter 2008 ohne Angabe von Gründen abgesagt wurde, gab die Band im Februar 2009 offiziell ihre Auflösung bekannt. Nach drei Jahren Pause fand schließlich offiziell die Wiedervereinigt statt. Seit 2012 arbeitete die Band lose an Songs für ein neues Album. Ab 2019 wurde die Arbeit zunehmend intensiviert und schließlich konkreter. Dabei wurden einige Vor-Produktionen gemeinsam mit Fabian Hildebrandt von Deserted Fear abgeschlossen.

### Open Wide, O Hell(ab 2024)
Fall of Serenity kündigen für den 22. März 2024 ihr fünftes Studioalbum Open Wide, O Hell an, das über Lifeforce Records veröffentlicht wird. Bei diesem Album wurden die Drum-Recordings als auch das Mischen und Mastern von Fabian Hildebrandt von Deserted Fear übernommen.
Bereits vorab wurden die drei Singles
I Don't Expect I Shall Return am 27. Dezember 2023, Wastelands am 15. Dezember 2023 und Darkness, I Command am 26. Januar 2024 aus dem neuen Album veröffentlicht. Zusätzliche zu diesen drei Single-Veröffentlichungen wurde der bisher unveröffentlichte Song Chaos Reign als vierte Single-Auskopplung des Albums auf einer, mit 100 Stück limitierten und handnummerierten, Musik-Kassette am 26. Januar 2024 herausgegeben. Das neue Album wurde unter anderem auf dem Summer Breeze Open Air in Dinkelsbühl einem breiten Publikum vorgestellt.
Am 5. Juli 2024 wurde das Album Open Wide, O Hell für den Preis der deutschen Schallplattenkritik in der Sparte Hard und Heavy nominiert. Eine Jury aus unabhängigen Musikjournalisten zeichnet mit diesem renommierten Musikpreis alljährlich im Herbst eine hervorragende Veröffentlichungen der vergangenen zwölf Monaten aus.
Ab April 2025 tourt Fall of Serenity gemeinsam mit Deserted Fear und der schwedischen Band Kvaen durch Deutschland.

## Stil
Zu Beginn ihrer Karriere wurde Fall of Serenity noch mit traditionellen, schwedischen Death-Metal-Bands wie Dismember, Unleashed oder Grave verglichen. Auf ihrem Album Grey Man's Requiem covern sie zudem Dismember's Casket Garden. Bei Royal Killing steht die Gitarrenarbeit zunehmend im Vordergrund, so dass auch deutliche Einflüsse von At the Gates und Edge of Sanity zu erkennen sind. Das Album The Crossfire lässt schließlich die Grenze zwischen klassischem, prügelnden Death- und schwedischem Melodic-Death-Metal verschwimmen.
Musikalisch spielen Fall of Serenity auf ihrem neuen Studioalbum Open Wide, O Hell weiterhin melodischen Death Metal, jedoch ist ein hoher Anteil an Black-Metal-Elementen beim neuen Songmaterial auszumachen. Das Legacy Magazin beschreibt den Stil zwischen Black Metal, Melodic Death Metal und Post-Punk, wobei schroffer, orthodoxer Black Metal zu einem wichtigen Bestandteil im Songwriting geworden ist. Das US-amerikanische Musikmagazin Decibel schreibt veranschaulichend über düstere Rhythmen, schwebende Melodien und ein gutturales Gebrüll, das den Himmel erschlägt.

## Diskografie
- 1999: Split-Album mit Heaven Shall Burn (LP, Deeds of Revolution Records)
- 2000: Demonstration Tracks (Demo, ohne Label)
- 2000: Smoldering Doom (EP, x83x Records)
- 2001: Grey Man’s Requiem (LP, Voice of Life Records)
- 2004: Royal Killing (LP, Metal Age Productions)
- 2006: Bloodred Salvation (LP, Lifeforce Records)
- 2007: The Crossfire (LP, Lifeforce Records)
- 2024: Open Wide, O Hell - The Singles (MC, Lifeforce Records)
- 2024: Open Wide, O Hell (LP, Lifeforce Records)

## Rezeption
Das für den 22. März 2024 angekündigte neue Studioalbum Open Wide, O Hell sorgt bereits vor der Veröffentlichung für Medienrummel, weil es das erste neue Album nach einer insgesamt sechzehn-jährigen Pause ist. Das Legacy Magazin bewertet das Album mit sehr gut (13/15 Punkten). Es überzeugt gekonnt durch viele versteckte Momente, abrupte Wandlungen und gelungene Übergänge.
Auch das US-amerikanische Musikmagazin Decibel bewertet das neue Album sehr gut (8/10 Punkten) und lobt das außergewöhnliche Songwriting, die meisterhafte Beherrschung der Instrumente sowie die hochwertige Albumproduktion. Decibel schreibt anerkennend:

„Fifteen years since their last full-length, this cult fixture of the European underground has blackened their brand of melodeath, rebirthed from hell's gash meaner and more brutal.
Fünfzehn Jahre nach ihrem letzten Album hat diese Kultband des europäischen Undergrounds ihren Melodeath geschwärzt und die Wiedergeburt nach ihrer höllisch langen Auszeit fieser und brutaler gemacht.“

Das Online-Magazin Time for Metal bewertet das Album ebenfalls sehr gut (9/10 Punkten) und schreibt:

„Was lange währt, wird endlich gut. Fall Of Serenity haben die Metalgemeinde ziemlich lange warten lassen, aber das Warten hat sich gelohnt. Klar sind sie immer noch im melodischen Death Metal unterwegs, aber diesen verbinden sie mit einem hohen Anteil von Black Metal Elementen und auch Spuren von Post-Punk und Doom sind zu erkennen. Dabei schafft man es, diese Richtungen durch das geschickte Songwriting sehr geil zu verbinden. Obendrauf noch eine fette Produktion und fertig ist ein wirklich klasse Album.“

### Wichtige Nebenprojekte
Einzelne Bandmitglieder von Fall of Serenity engagieren sich in weiteren Musikprojekten:
- John Gahlert ist Live-Bassist bei Deserted Fear.
- Eddy Langner ist bei der Band Kill the Lord als Gitarrist und am Bass aktiv.
- Eik Halle ist bei der Band Kali Yuga als Gitarrist aktiv.
- John Gahlert, Werner Riedl und Ferdinand Rewicki waren bei Deadlock aktiv.